# Stig Hallgren
Stig Eugen Hallgren, född 10 oktober 1925 i Stockholm död 25 mars 2014 i Tyresö, var en svensk filmfotograf.
Hallgren praktiserade i sex år efter avslutad skolgång vid ett filmlaboratorium. Han blev anställd vid Artfilm i Stockholm 1947 och hade en rad uppdrag som filmfotograf i utlandet, såsom Brasilien, Argentina, Uruguay, Finland, Danmark och Norge. Då Artfilm 1950 skulle sända en fotograf till norsk-brittisk-svenska Antarktisexpeditionen, blev Hallgren vald. Hallgren var den enda överlevande vid en olycksfärd med ett motorfordon den 24 februari 1951 där tre av hans kollegor drunknade. Sällskapet var ute och körde snövessla då vädret slog om till tät dimma och man råkade köra över shelfisens kant. Hallgren själv simmade till ett isflak och blev räddad 13 timmar senare
Han är begravd på Skogskyrkogården i Stockholm.

## Filmfoto i urval
- 1964 – Vi på Saltkråkan (TV-serie)
- 1961 - Bara roligt i Bullerbyn
- 1960 – Alla vi barn i Bullerbyn
- 1957 – Mästerdetektiven Blomkvist lever farligt
- 1956 – Rasmus, Pontus och Toker
- 1955 – Luffaren och Rasmus
- 1945 – Skådetennis